# James Dooge
James Clement Ignatius Dooge, irl. Séamus Ó Dubhthaigh (ur. 30 lipca 1922 w Birkenhead, zm. 20 sierpnia 2010 w Dublinie) – irlandzki inżynier, nauczyciel akademicki i polityk, działacz partii Fine Gael, senator, w latach 1973–1977 przewodniczący Seanad Éireann, w latach 1981–1982 minister spraw zagranicznych.

## Życiorys
Urodził się 30 lipca 1922 w Birkenhead. Kształcił się w szkole prowadzonej przez Kongregację Braci w Chrystusie, następnie ukończył studia inżynierskie w University College Dublin. Od 1943 pracował w OPW, rządowej agencji robót publicznych. W 1946 dołączył do przedsiębiorstwa elektroenergetycznego ESB. Zawodowo i naukowo zajmował się hydrologią.
W latach 1954–1956 pracował na University of Iowa, uzyskał na tej uczelni magisterium z mechaniki płynów i hydrauliki. Powrócił do pracy w ESB, a w 1958 został profesorem inżynierii lądowej na University College Cork. W 1969 objął tożsame stanowisko na University College Dublin. Był przewodniczącym irlandzkiego zrzeszenia inżynierów ICEI. Kierował również International Association of Hydrological Sciences (1975–1979), Royal Irish Academy (1987–1990) oraz Międzynarodową Radą Nauki (1993–1996). Był członkiem zagranicznym PAN oraz członkiem Royal Academy of Engineering.
Swoją karierę polityczną związał z Fine Gael. W 1948 zasiadł w radzie hrabstwa Dublin, w latach 1950–1951 i 1953–1954 zajmował stanowisko jej przewodniczącego. Był też radnym obszaru administracyjnego (borough) w Dún Laoghaire. Między 1961 a 1977 oraz między 1981 a 1987 wchodził w skład Seanad Éireann, izby wyższej irlandzkiego parlamentu. Był przedstawicielem panelu pracowniczego (X i XI kadencja), panelu przemysłowego i handlowego (XII i XIII kadencja), premiera (XV kadencja) oraz National University of Ireland (XVI i XVII kadencja). Pełnił funkcje wiceprzewodniczącego (1965–1973) i przewodniczącego (1973–1977) tej izby.
Od 21 października 1981 do 9 marca 1982 sprawował urząd ministra spraw zagranicznych w rządzie premiera Garreta FitzGeralda. Zastąpił na tym stanowisku Johna M. Kelly’ego, a jego następcą został Gerry Collins.
Zmarł 20 sierpnia 2010 w dublińskiej dzielnicy Monkstown.